# Laufamholzer Forst
Laufamholzer Forst är ett kommunfritt område i Landkreis Nürnberger Land i Regierungsbezirk Mittelfranken i förbundslandet Bayern i Tyskland.